# Pentland Hills
Pour les articles homonymes, voir Pentland.

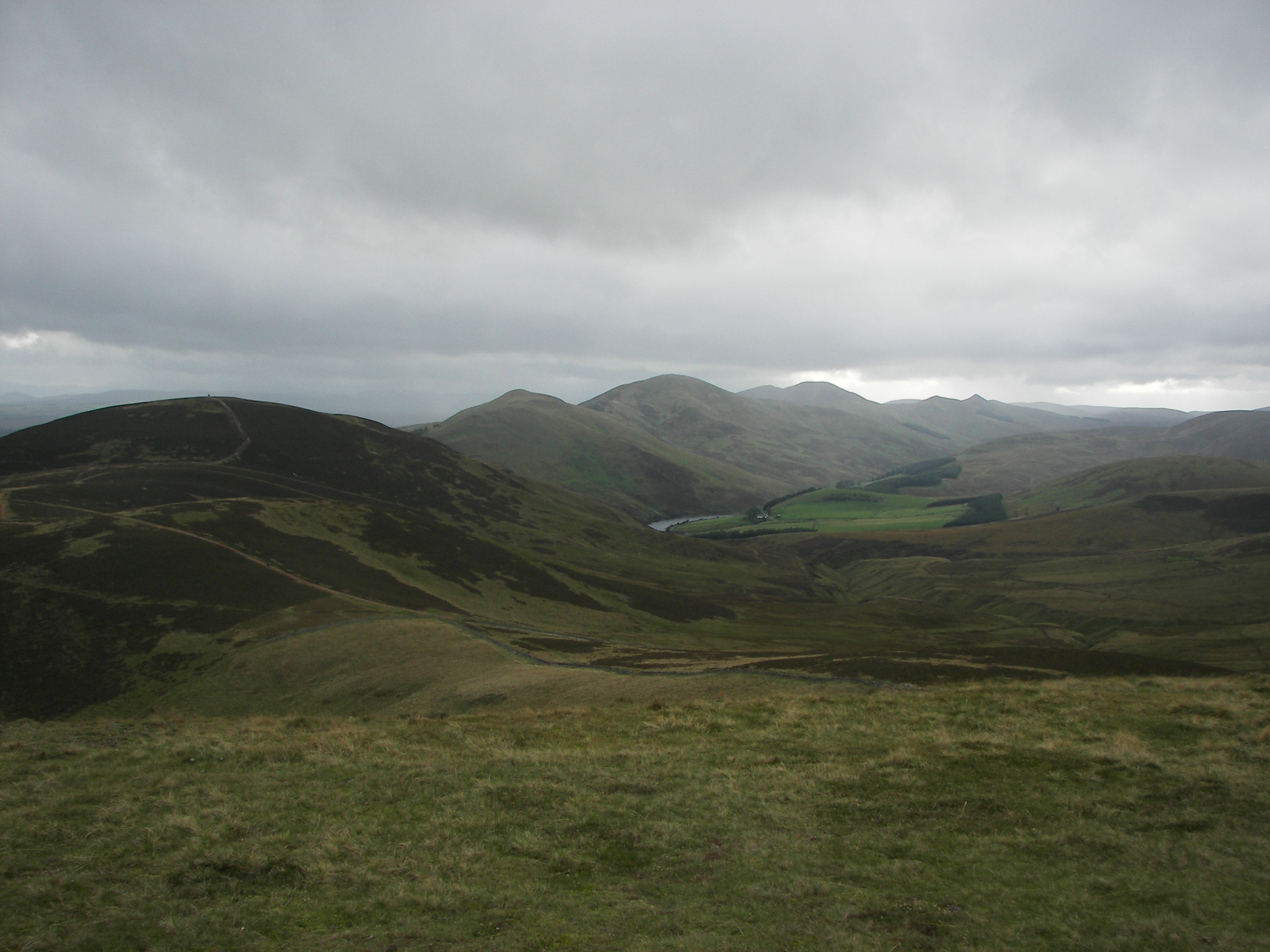
Les Pentland Hills vues d'Allermuir Hill

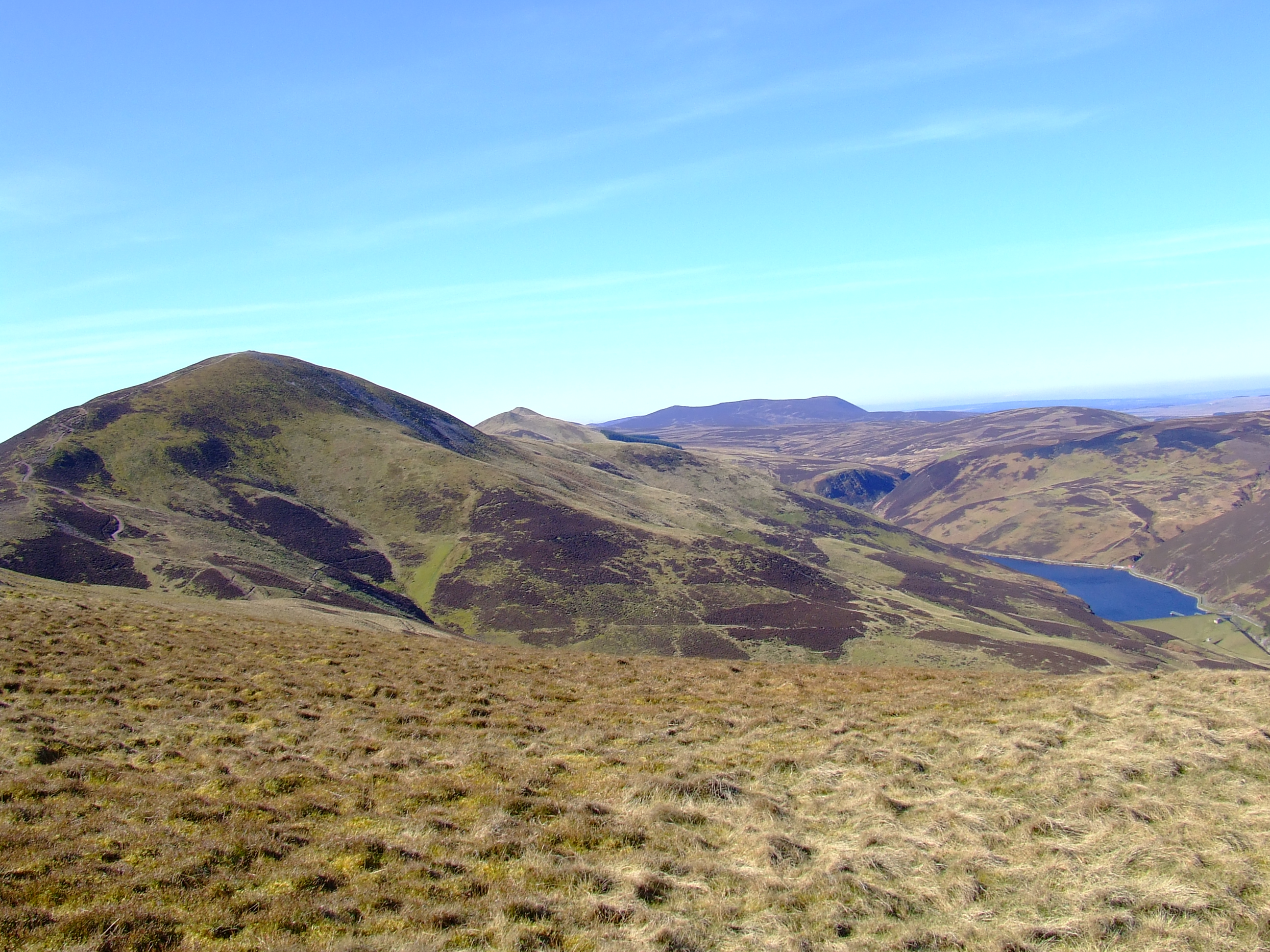
Les Pentland Hills vues de Turnhouse Hill

Les Pentland Hills sont une chaîne de collines situées au sud-ouest d'Édimbourg, en Écosse. La chaîne s'étend sur environ 32 km de long, et va du sud-ouest d'Édimbourg vers Biggar et le Clyde supérieur.

## Géographie
Quelques-uns des sommets :
- Scald Law (579 m) ;
- Carnethy Hill (573 m) ;
- East Cairn Hill (567 m) ;
- West Cairn Hill (562 m) ;
- West Kip (551 m) ;
- Byrehope Mount (536 m) ;
- East Kip (534 m) ;
- Allermuir Hill (493 m) ;
- Castlelaw Hill (488 m).

Les principales rivières coulant dans ces collines sont le Water of Leith et l'Esk.
Les collines recouvrent cinq council areas, depuis la cité d'Édimbourg et le Midlothian au nord, en passant, au sud-ouest, par le West Lothian, jusqu'aux Scottish Borders et au South Lanarkshire.
Les implantations urbaines dans ou à proximité des Pentlands comprennent :
- Edinburgh suburbs - Balerno (with Malleny Mills), Juniper Green, Colinton, Currie, Oxgangs, Fairmilehead, Swanston ;
- Midlothian - Glencorse, Hillend, Nine Mile Burn, Penicuik, Silverburn ;
- West Lothian - Kirknewton, Livingston ;
- Scottish Borders (traditional Peebleshire) - Carlops, West Linton ;
- South Lanarkshire - Biggar,  Auchengray, Carnwath, Dolphinton, Dunsyre, Garvald, Tarbrax.

## Histoire
Il existe de nombreuses traces d'habitat préhistorique dans ce territoire, par exemple le fort et le souterrain à Castle Law, et un autre à Caerketton. Les collines ont été très probablement habitées, cultivées et défendues pendant les époques pré-romaine et romaine par le peuple celte local connu par les Romains sous le nom de Votadini.
À 20 mètres de profondeur environ à l'intérieur du réservoir de Glencorse, on trouve les ruines immergées de la chapelle St Katherine's in the Hope. La fondation de la chapelle est liée à l'histoire d'une chasse au cerf royale. Selon l'histoire, Robert Ier d'Écosse misa les Pentlands contre la vie Sir William St Clair, sur l'issue de la chasse à un cerf blanc, menée par le chevalier et ses deux chiens, « Help » et « Hold ». Les chiens parvinrent à mettre à bas le cerf, et en signe de gratitude, et pour conserver la mémoire du lieu, Sir William fit construire une chapelle dans la vallée.
Les collines furent le théâtre, en 1666, d'un incident consécutif à la Restauration du roi Charles II lorsque l'irruption d'une rébellion armée parmi les Covenantaires a amené la défaite d'une petite troupe mal équipée de membres de conventicules lors de la bataille de Rullion Green, à la suite de laquelle l'évènement a été nommé (à tort) l'insurrection des Pentland. L'incident est commémoré par le « Covenanter's Grave ».

## Activités
Le parc régional de Pentland Hills a été classé en 1986. Il s'étend sur 90 km2 à l’extrémité nord des collines. Le parc, comme le reste des collines, est utilisé pour des activités de loisir : marche, vélo tout terrain, équitation, golf et ski sur la piste artificielle du centre de sports d'hiver du Midlothian.
Actuellement, la majeure partie du territoire est constituée de pâturages de hautes terres, avec quelques plantations sylvicoles. Le ministère de la Défense possède un centre de tir à Castlelaw. Les réservoirs d'Édimbourg sont essentiellement alimentés par les collines, en particulier Threipmuir, Harlaw, Clubbiedean, Torduff, Glencorse et Loganlea.
Dans la partie sud des collines se trouve Little Sparta, le jardin de l'artiste et poète Ian Hamilton Finlay.

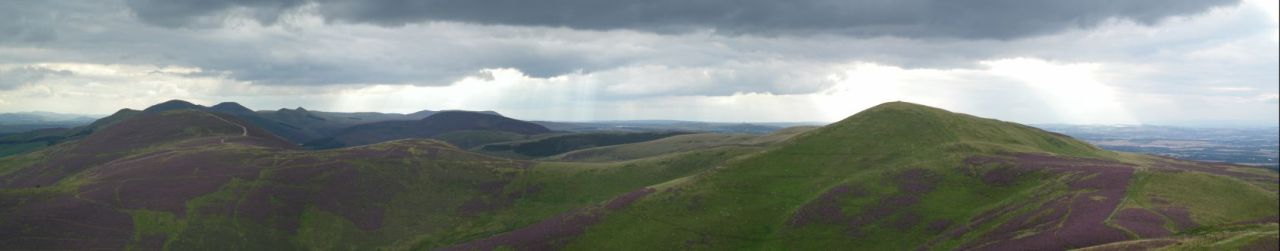
Les Pentland Hills vues de Caerketton Hill.